# Сент Риџис Парк (Кентаки)
Сент Риџис Парк (енгл. St. Regis Park) град је у америчкој савезној држави Кентаки.

## Демографија
По попису из 2010. године број становника је 1.454, што је 66 (-4,3%) становника мање него 2000. године.
| Група             | 2000.         | 2010.         |
| Белци             | 1.466 (96,4%) | 1.401 (96,4%) |
| Афроамериканци    | 27 (1,8%)     | 19 (1,3%)     |
| Азијати           | 10 (0,7%)     | 5 (0,3%)      |
| Хиспаноамериканци | 9 (0,6%)      | 22 (1,5%)     |
| Укупно            | 1.520         | 1.454         |